# Loch Katrine
Loch Katrine är en sjö i Storbritannien.   Den ligger i kommunen Stirling och riksdelen Skottland, i den nordvästra delen av landet, 600 km nordväst om huvudstaden London. Arean är 12,4 kvadratkilometer. I omgivningarna runt Loch Katrine växer i huvudsak blandskog.
Loch Katrine är belägen 111 meter över havet, 13 kilometer lång och som bredast 1,5 kilometer, samt 151 meter djup. Den har sitt avflöde i floden Forth. 1859 konstruerades en vattenledning från Loch Katrine till Glasgow. Sjön omges av berg och är känd för sitt vackra läge.